# David Lindsay (pisarz)
David Lindsay (ur. 3 marca 1876 w Lewisham, zm. 16 lipca 1945 w Hove) – szkocki pisarz, autor filozoficzno-fantastycznej powieści Podróż na Arktura (A Voyage to Arcturus) z 1920 r.

## Życiorys
Lindsay urodził się w rodzinie szkockich kalwinistów, która przeprowadziła się najpierw do Londynu, a następnie osiedliła się na stałe w Jedburghu. Mimo uzyskania stypendium uniwersyteckiego, zmuszony warunkami nie podjął studiów i został agentem ubezpieczeniowym w firmie Lloyd’s of London. Karierę zawodową przerwała mu w wieku czterdziestu lat pierwsza wojna światowa. W wojsku dosłużył się stopnia kaprala. Po wojnie wraz z żoną przeprowadził się do Kornwalii i został zawodowym pisarzem.
W 1920 r. opublikował swoją pierwszą powieść „Podróż na Arktura”. Książka nie odniosła sukcesu. Sprzedano jedynie około sześciuset egzemplarzy. Jego następna powieść The Haunted Woman, w założeniu bardziej komercyjna, osiągnęła niewiele lepszy wynik.
Kolejne powieści wydawane były z coraz większym trudem. W latach trzydziestych Lindsay poświęcił się całkowicie pisaniu swojej ostatniej powieści The Witch, która została wydana dopiero po jego śmierci.
By się utrzymać, wraz z żoną otworzyli w Brighton pensjonat, który również nie prosperował zbyt dobrze. Gdy wybuchła druga wojna światowa dom Lindsayów został zrujnowany pierwszą bombą jaka spadła na miasto, co ostatecznie załamało pisarza. Zmarł 16 lipca 1945 r. na skutek infekcji zęba.

## Twórczość
„Podróż na Arktura” określa się jako jedną z najważniejszych powieści „underground” dwudziestego wieku. Sekret oczywistej oryginalności Lindsaya przypisuje się jego metafizycznym rozważaniom. Z pozycji gnostyka rozpatruje on świat „realny” jako iluzję, która musi być odrzucona, by osiągnąć rzeczywistą „prawdę”. W The Haunted Woman dwoje głównych bohaterów odkrywa pomieszczenie wydające się istnieć jedynie w szczególnym czasie. Podczas gdy przebywają tam oboje, widzą rzeczy bardziej wyraźnie i okazują się bardziej uczciwi. W The Violet Apple tytułowy owoc jest tym gatunkiem, który zjedzony został przez Adama i Ewę, a opis efektów jego działania jest zdumiewającym, lirycznym epizodem w powieści koncentrującej się raczej na zwykłych sprawach.
Surowa wizja rzeczywistości wydaje się być u Lindsaya pod wpływem mitologii nordyckiej.
Nie drukowane przez kilkadziesiąt lat utwory Lindsaya w drugiej połowie dwudziestego wieku stały się bardziej dostępne i obecnie jest on uważny za głównego fantastę szkockiego dwudziestego wieku, wypełniającego lukę między George’em MacDonaldem i bardziej współczesnymi pisarzami, jak np. Alasdair Gray.
W 1971 roku William J. Holloway nakręcił film fabularny według „Podróż na Arktura”.
Harold Bloom napisał powieść The Flight to Lucifer, pomyślaną jako hołd dla Lindsaya.

## Źródło
- ISFDB: David Lindsay – Summary Bibliography. [dostęp 2015-09-02]. (ang.).
- VioletApple: The life and works of David Lindsay. [dostęp 2015-09-02]. (ang.).
- Powieść „Podróż na Arktura” (A Voyage to Arcturus) online w przekładzie Ireneusza Dybczyńskiego